# Юлюс Яноніс
Юлюс Яноніс (лит. Julius Janonis; *5 квітня 1896, Бержіняй, нині Біржайський район, Литва — †30 травня 1917, Царське Село, нині Пушкін) — литовський поет.

## Біографія в датах
- У 1906—1913 навчався в школі в місті Біржай, потім в гімназії в Шяуляй.
- У 1910 опублікував перші вірші в журналі «Яунімас» (лит. «Jaunimas», «Молодь»).
- У грудні 1916 і лютому 1917 піддався арешту. Працював в редакції литовської більшовицької газети «Тієсі» (лит. «Tiesa», «Правда») коректором.

## Загибель
Важко захворівши на туберкульоз, наклав на себе руки, кинувшись під поїзд.

## Пам'ять
- У Шяуляй знаходиться меморіальний музей Яноніса.
- У Біржай — пам'ятник поетові (скульптор Константінас Боґданас).
- У Пушкіні, на місці поховання на Казанському кладовищі, споруджено меморіал — встановлені дві стели: з барельєфом і першою строфою вірша «Поет», використаною як епітафія.

## Фільмографія
- Юлюс Яноніс, 1959 - роль виконав Генрікас Кураускас.

## Творчість
- Основоположник литовської пролетарської поезії та перший литовський поет-урбаніст.
- Використовував псевдоніми Kukutis, Vaidilos Ainis, Юлій Литвин та ін. Вірші перекладені багатьма мовами.